# 三角コーナー
三角コーナー（さんかくコーナー）とは、台所の直角の角をもった流し台（シンク）に置くことを目的として作られた、ゴミを溜めるための直角二等辺三角形に近い形をしたゴミ箱である。三角形をしていて流し台のコーナー（角）に置かれるため、三角コーナーと呼ばれている。三角コーナーは、室内に置かれる普通のゴミ箱とは違って水を切るために底に穴が空けられており、穴から落ちた水はそのまま流し台の排水口へ流れていく。素材はプラスチック製のものがよく見られるが、ステンレス製や銅製のものなどもある。容量はあまり多くないため中のゴミはすぐに別な所に捨てる必要に迫られる。そのようなこともあり、水切りができるように工夫された袋を三角コーナーに設置して使われることもある。